# Tribalus onustus
Tribalus onustus är en skalbaggsart som beskrevs av Lewis 1892. Tribalus onustus ingår i släktet Tribalus och familjen stumpbaggar. Inga underarter finns listade i Catalogue of Life.